# André-Antoine Ravrio
André-Antoine Ravrio (París, 1759 - ibídem, 4 de octubre de 1814) fue un escultor broncista y cantante de goguettes francés. Es autor de numerosos bronces, poemas, canciones y algunos vodeviles.

## Su tumba en el Père-Lachaise
Está enterrado en el cementerio del Père-Lachaise, división 10.

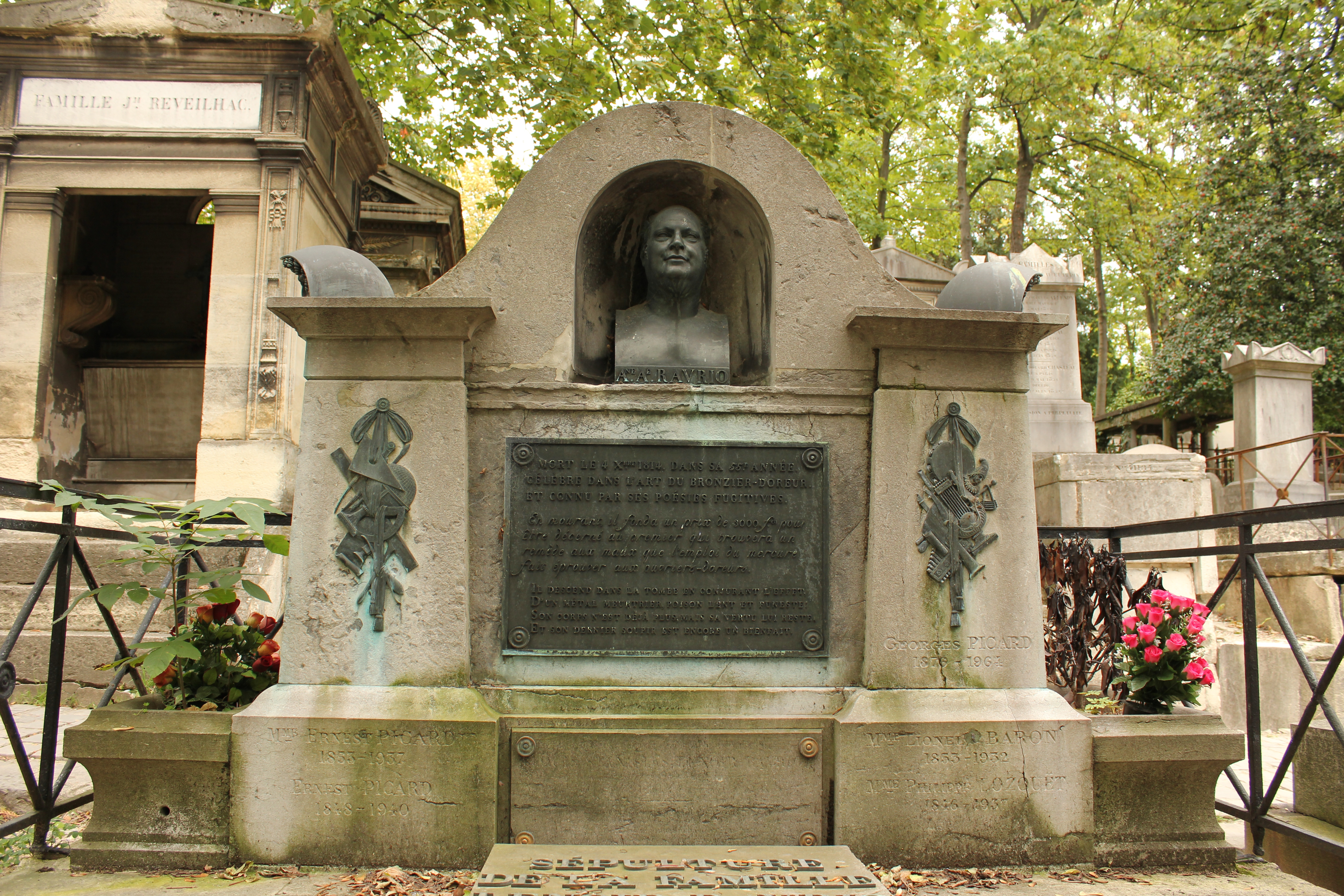
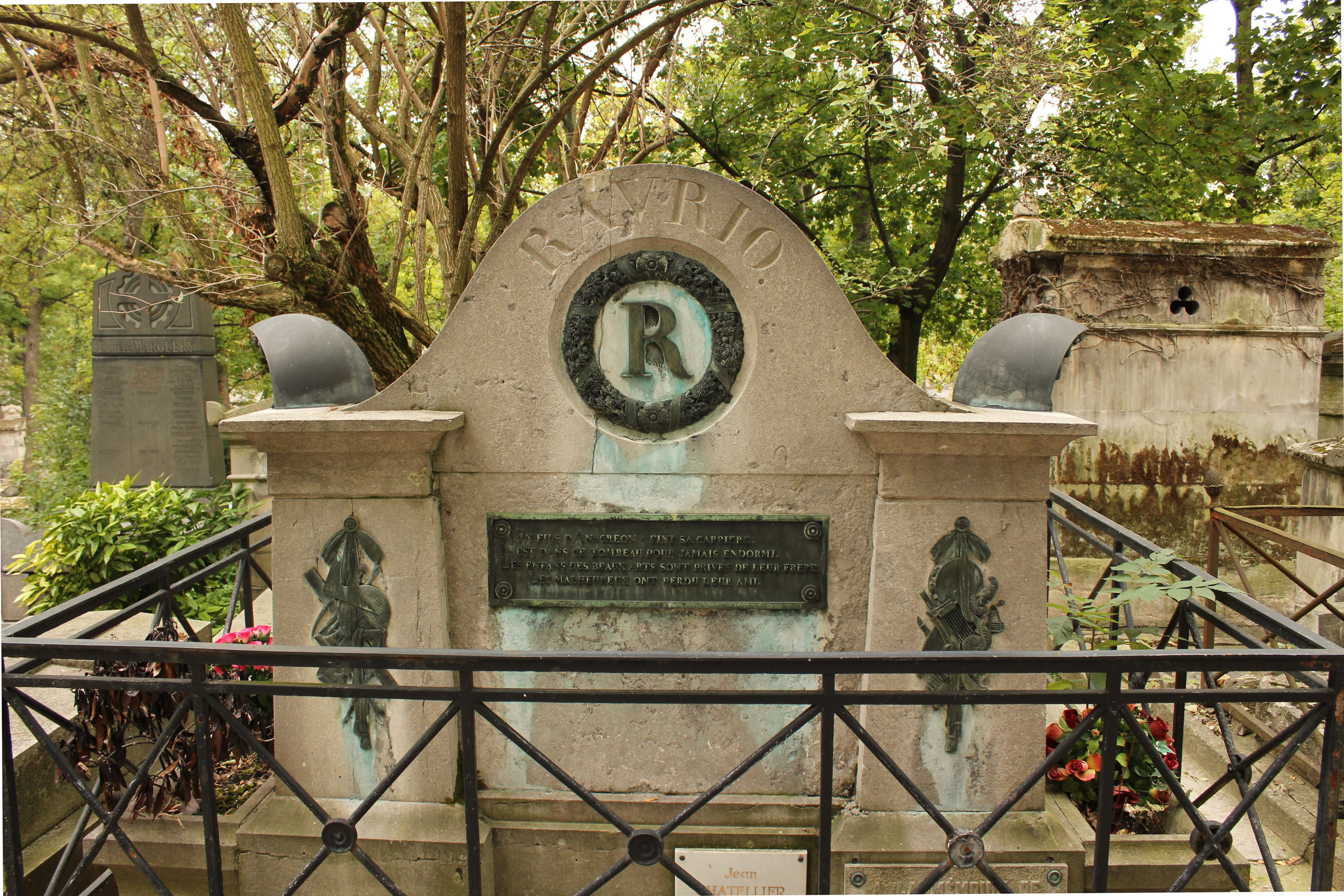
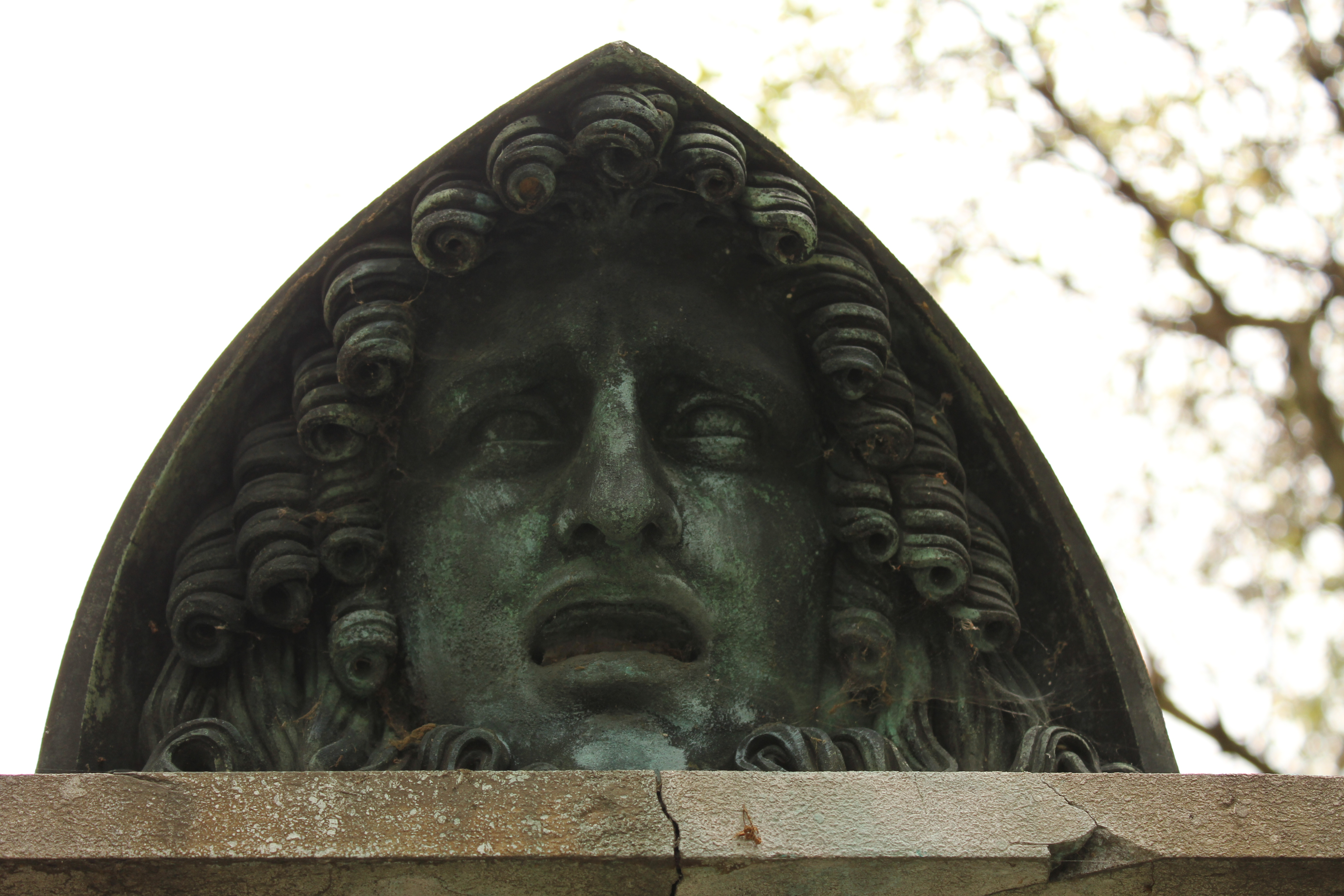
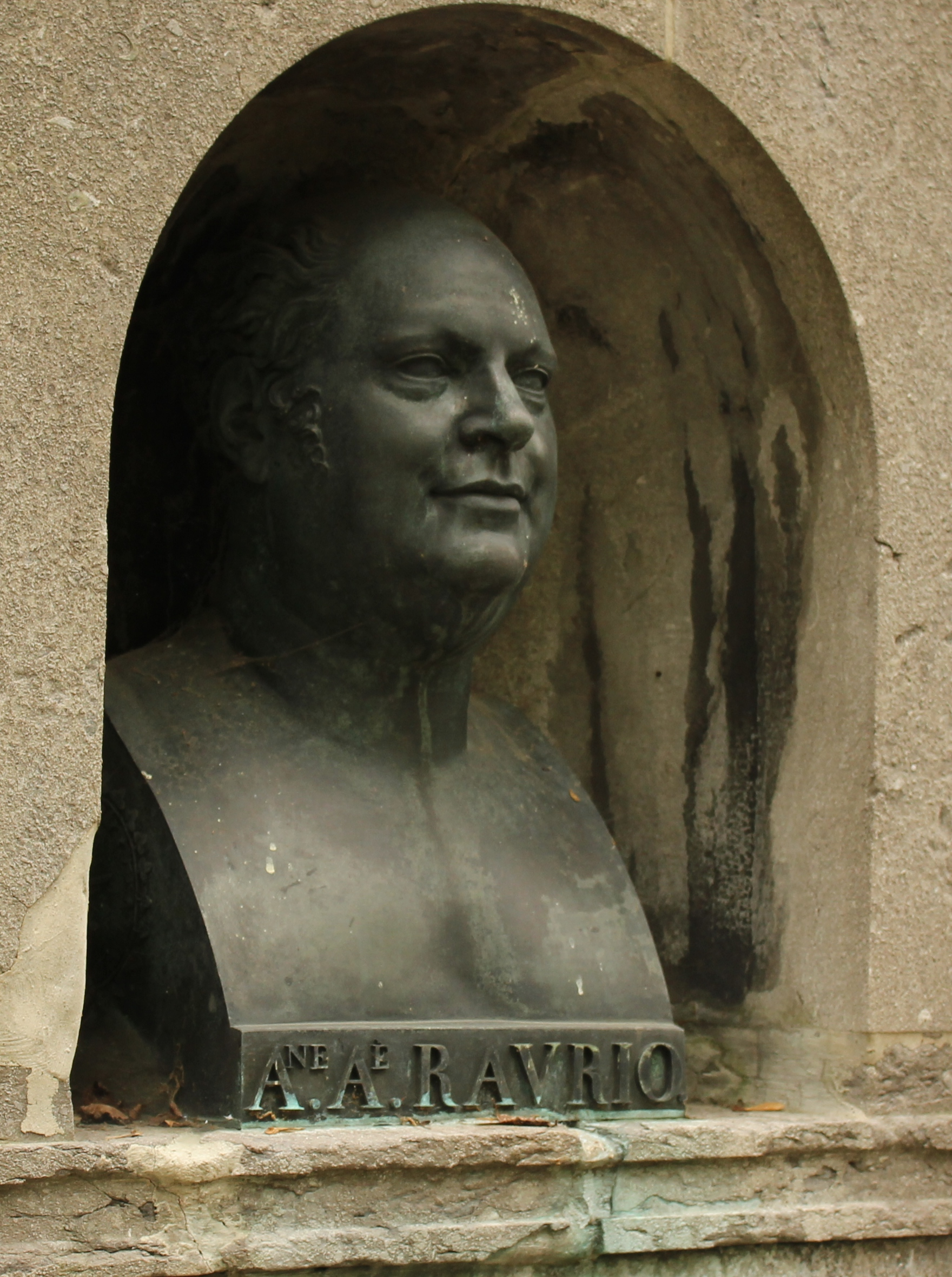